# Приданников, Иван Александрович
Иван Александрович Приданников  — и. о. директора Красноярского педагогического института с марта 1938 по май 1939 года.

## Биография
Подробных биографических сведений об И. А. Приданникове нет. 8 марта 1938 года вышел приказ Народного Комиссариата просвещения РСФСР о его назначении на должность директора Красноярского педагогического института. В приказе № 29 от 22 марта 1938 года по институту И. А. Приданников сообщает: «Приступил к исполнению обязанностей директора КПИ». Бывший директор института Петр Дмитриевич Макаров был назначен заместителем по научно-учебной работе.
13 мая 1939 года вышел приказ НКП РСФСР № 858 с формулировкой: «и. о. директора Красноярского гос. пединститута тов. Приданникова И. А. от работы освободить, согласно его личной просьбы».
У этого приказа есть своя предыстория. 25 января 1939 года в газете «Красноярский рабочий» вышла статья «Махаевское отношение к студентам». Подписал её некий А. Стрельцов. В статье высказывалось мнение, что в институте нет настоящей большевистской заботы о подготовке кадров. Сведений о дальнейшей судьбе И. А. Приданникова не сохранилось.